# Хани (язык)
Хани (самоназв. Haqniqdoq; кит. трад. 哈尼語, упр. 哈尼语, пиньинь Hāníyǔ, палл. ханиюй; тьенг ха ни (вьет. Tiếng Hà Nhì)) — язык народа хани. Относится к лоло-бирманским языкам. Число носителей — более 750 тыс. чел. Из них 740 тыс. проживают в Китае (провинция Юньнань), 17,5 тыс. — во Вьетнаме, 1,1 тыс. — в Лаосе.

## Письменность
Хани — младописьменный язык, для которого в 1957 году в КНР была введена письменность на основе смешанного алфавита. Были разработаны алфавиты для двух диалектов — хая и бика, но алфавит для бика вскоре был выведен из обращения. В 1958 году алфавит хани был переведён со смешанного алфавита на латиницу, основанную на пиньине. В 1960 году письменность хани перестала функционировать во всех официальных сферах. В 1970-е годы началось возрождение письменности хани. В 1983 году был принят новый алфавит для диалекта хая, а в 1995 — алфавит для диалекта яни (по сути являющийся отдельным языком, более известным за пределами КНР как акха). Алфавит хани состоит из 26 стандартных латинских букв.